# Brave Murder Day
Brave Muder Day – drugi album szwedzkiej grupy Katatonia, wydany 1996 roku. Na płycie gościnnie pojawił się Mikael Åkerfeldt z zespołu Opeth. Wszystkie teksty napisane zostały przez Jonasa Renkse.

## Lista utworów
1. "Brave" – 10:16
2. "Murder" – 4:54
3. "Day" – 4:28
4. "Rainroom" – 6:31
5. "12" – 8:18
6. "Endtime" – 6:46

dodane na zremasterowanej wersji wydanej w roku 2006
1. "Nowhere" – 06:08
2. "At Last" 06:13
3. "Inside The Fall" – 06:22

## Twórcy
- Anders "Blackheim" Nyström – gitara, gitara basowa
- Jonas Renkse – perkusja, śpiew
- Fredrik Norrman – gitara
- Mikael Åkerfeldt – śpiew (growl)